# Cappellania imperiale
L'Imperiale e regia Cappellania di corte (in tedesco: Kaiserlich und königlich Hof- und Burgpfarre) costituiva la curia della cappella di corte (ossia la principale chiesa palatina) responsabile della cura spirituale della famiglia imperiale degli Asburgo e della loro corte, dall'impero fino alla fine della monarchia austro-ungarica nel 1918. A capo del clero vi era il predicatore e parroco di corte, figura assimilata al Cappellano maggiore. I curati episcopali venivano appellati col nome di Hofbischof (vescovo di corte).

## Organizzazione
La giurisdizione della cappellania e della parrocchia del castello non era territorialmente regolamentata, ma estesa ai membri della corte viennese e ai loro stretti familiari. La Cappellania imperiale era anche responsabile del rilascio dei certificati di battesimo e di morte della famiglia imperiale.
La cappella dell'Hofburg a Vienna fungeva da chiesa parrocchiale della corte e parrocchia del castello; occasionalmente veniva utilizzata anche la Josephskapelle dell'Hofburg. Prima della creazione della parrocchia di corte e del castello, esente dal diritto canonico, la vicina Chiesa di San Michele (fino al 1784) e la Augustinerkirche erano state le cappelle di corte degli Asburgo. Nella chiesa agostiniana si svolgevano le celebrazioni del trono della famiglia imperiale e i matrimoni di corte. Dalla chiusura del monastero eremita agostiniano accanto all'Hofburg nel 1836, i sacerdoti secolari dell'Istituto Frintaneum erano responsabili della guida della corte e della parrocchia del castello. Dopo lo scioglimento della corte imperiale e della parrocchia, la cappella dell'Hofburg fu trasformata in rettorato nel 1920 secondo le regole del diritto canonico.

## Curia e clero della cappellania
Il personale ecclesiastico della Cappellania imperiale comprendeva il Parroco di corte e di castello e diversi ecclesiastici come cappellani. Di regola vi erano fino a sette cappellani, quattro dei quali agivano come direttori di studi o direttori spirituali nel Frintaneum.
Il clero imperiale un ruolo influente non solo come pastore personale del monarca e della famiglia imperiale (in particolare come confessori e consiglieri), ma anche come educatori ed insegnanti di religione per i giovani arciduchi e arciduchesse. Questi ecclesiastici accompagnavano anche il monarca e la famiglia imperiale nei viaggi in patria e all'estero. Sotto gli imperatori Francesco Giuseppe e Carlo I, era consuetudine che il rispettivo cappellano di corte e del castello fosse nominato come vescovo ausiliare dell'arcidiocesi di Vienna, dal Papa.
Oltre ai doveri di ministri personali del monarca e della famiglia imperiale, al clero della corte e della parrocchia del castello era affidata la gestione del Frintaneum, un istituto scolastico per sacerdoti secolari altamente qualificati a Vienna. Così fu ad esempio per il vescovo Josip Juraj Strossmayer, cappellano di corte e del castello e direttore degli Studi di storia e diritto ecclesiastico al Frintaneum. Questa formazione e lo stretto contatto con la famiglia regnante attraverso la corte e la parrocchia castellana potevano talvolta porre le basi per l'ascesa alle più alte cariche ecclesiastiche.

## Cronologia dei cappellani imperiali e predicatori (parziale)
- Josef Columbus, Preside della Facoltà di Teologia di Vienna;

- Jakob Frint, (1810 - 1827) poi vescovo di St. Pölten
- Michael Johann Wagner (1828 - 1º febbraio 1836)
- Joseph Pletz (20 febbraio 1836 - 1º aprile 1840 deceduto)
- Ignaz Feigerle (1840 - 1847)
- Josip Juraj Strossmayer (1847 - 1859)
- Johann Rudolf Kutschker (1859 - marzo 1863), cappellano di corte;
- Laurenz Mayer (marzo 1863 - 13 maggio 1912 deceduto)
- Ernst Karl Josef Seydl (1912 - 1918)

### Cappellani ausiliari e predicatori degni di nota
- Franz Hlawati, nel 1912 cappellano di corte, dal 1920 rettore della cappella palatina;
- Franz Xaver Nagl, nel 1871 vicario parrocchiale dell'Hofburg, poi cappellano imperiale dell'Augustinerkirche;
- Johann Baptist Schneider, vicario parrocchiale e vescovo ausiliare a Vienna;